# Бера (Горња Гарона)
Бера (фр. Bérat) је насеље и општина у јужној Француској у региону Миди Пирене, у департману Горња Гарона која припада префектури Мире.
По подацима из 2011. године у општини је живело 2.777 становника, а густина насељености је износила 113,53 становника/km². Општина се простире на површини од 24,46 km². Налази се на средњој надморској висини од 248 метара (максималној 265 m, а минималној 202 m).

## Демографија
| 1962. | 1968. | 1975. | 1982. | 1990. | 1999. | 2011. |
| ----- | ----- | ----- | ----- | ----- | ----- | ----- |
| 790   | 804   | 823   | 980   | 1.153 | 1.407 | 2.777 |

График промене броја становника у току последњих година